# Układ mięśniowy

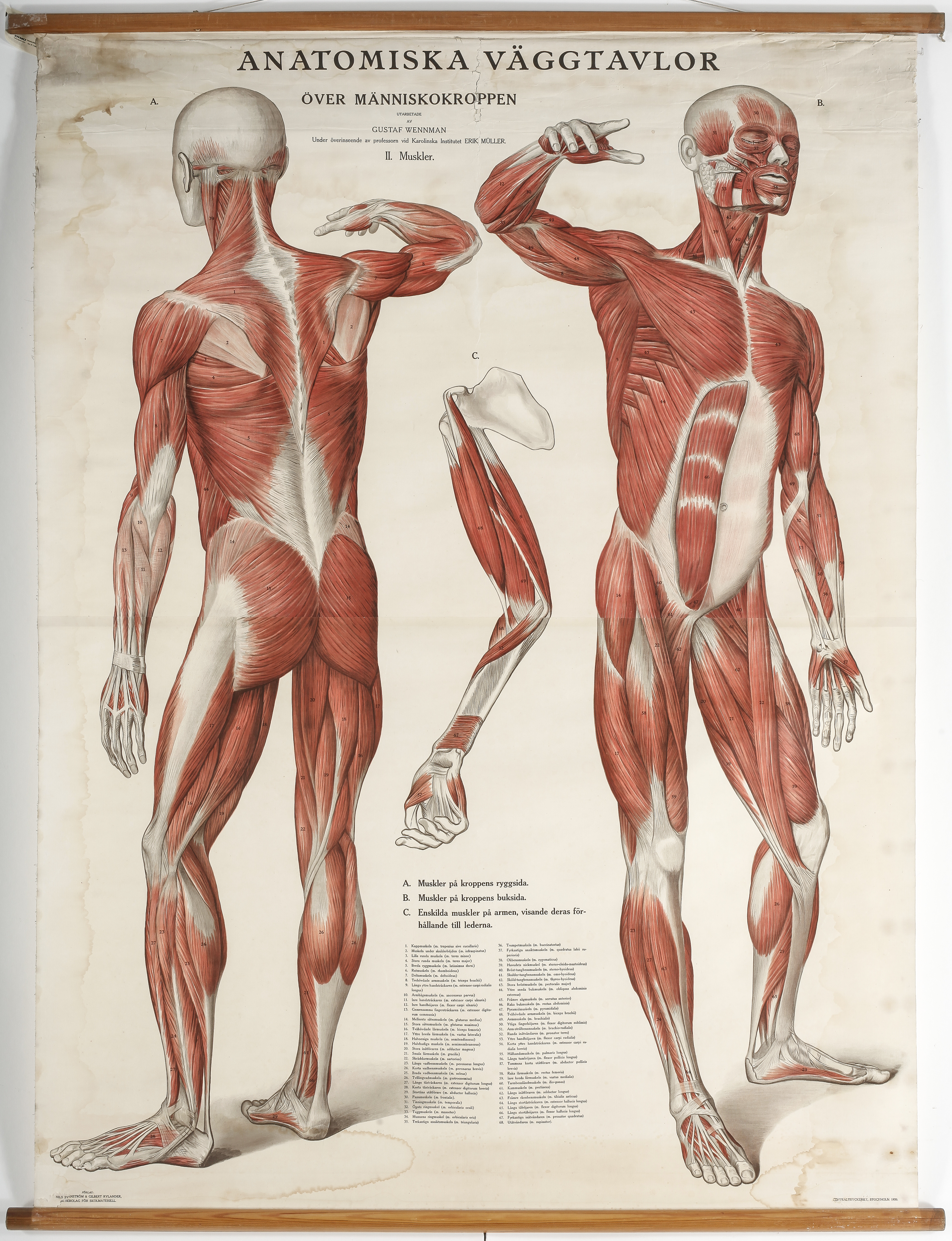
Układ mięśniowy

Układ mięśniowy (łac. systema musculorum) – istnieją dwa rodzaje mięśni, które przeciętnie stanowią 40% masy całego ciała. Typowy mięsień szkieletowy zbudowany jest z brzuśca oraz ścięgien. Brzusiec jest skupieniem włókien mięśniowych. Ma czerwone zabarwienie ze względu na obecność barwnika – mioglobiny. Większość mięśni ma jeden brzusiec, np. mięsień pośladkowy, niektóre mają ich jednak więcej, np. mięsień dwugłowy ramienia.
Najprostsze mięśnie w ciele człowieka to mięśnie gładkie odpowiedzialne za ruchy bezwiedne, takie jak rozszerzanie źrenic, skurcze jelit i żołądka. Mięśnie poprzecznie prążkowane umożliwiają poruszanie się. Mają bardziej złożoną budowę niż mięśnie gładkie i powstały później w procesie ewolucji. Specjalna grupa mięśni poprzecznie prążkowanych powoduje rytmiczne ruchy serca pompującego krew. 

## Podział mięśni
Mięśnie  (łac. musculi) możemy podzielić na kilka rodzajów:

### Pod względem topograficznym (w zależności od położenia)
- mięśnie głowy (łac. musculi capitis) i szyi (łac. musculi coli)
- mięśnie tułowia i brzucha (łac. musculi trunci et abdominis)
- mięśnie kończyny górnej (łac. musculi extremitatum superioris)
- mięśnie kończyny dolnej (łac. musculi extremitatum inferioris)
- mięśnie klatki piersiowej (łac. musculi thoracica)
- mięśnie grzbietu (łac. musculi dorsi)

### Pod względem czynności
- Mięśnie antagonistyczne są to: zginacze i prostowniki  – działają antagonistycznie – podczas ruchu jeden kurczy się bardziej od drugiego (np. mięsień dwugłowy ramienia i mięsień trójgłowy ramienia).
- Mięśnie synergistyczne (współdziałają w wykonywaniu tego samego rodzaju ruchu), np. mięśnie żebrowe czy mięśnie tułowia.

Przy czym podział ten jest prawdziwy względem kierunku działania, bowiem w każdym ruchu zawsze biorą udział obie przeciwnie działające grupy mięśni. Gdy jedna z nich działa silniej, np. przy zgięciu, druga działa słabiej i tylko hamuje zamierzony ruch, np. prostowanie. To współdziałanie sprawia iż ruch jest płynny, precyzyjny i kontrolowany.

### Pod względem budowy
- płaskie, np. brzucha
- okrężne, np. wokół ust, oczu i odbytu
- jednobrzuścowy – wrzecionowaty, np. mięśnie pośladków
- dwugłowy, np. biceps, mięsień zginacz ramienia
- czworogłowy, np. uda
- trójgłowy, np. triceps, mięsień prostownik ramienia
- szerokie, np. mięśnie wyścielające ściany brzucha i klatki piersiowej
- krótkie, np. mięśnie wokół kręgosłupa
- długie, np. mięśnie kończyn

### Pod względem przyczepu
- dwugłowe
- trójgłowe
- czworogłowe
- pięciogłowe np.: szyi macicy

## Budowa morfologiczna mięśni
1. brzusiec zbudowany z włókien mięśniowych
2. ścięgno początkowe i końcowe
3. przyczep początkowy i końcowy

### Typy morfologiczne mięśni szkieletowych
1. wrzecionowaty
2. płaski
3. wielogłowy (dwu–, trój–, czworogłowy) – gdy brzusiec dzieli się na jednym ze swoich końców na wiele części czyli tzw. głowy
4. dwubrzuścowy – gdy brzusiec ma w swojej części środkowej trzecie ścięgno, które dzieli mięsień na dwie części
5. pierzasty – gdy ścięgno wnika ostrym końcem w głąb brzuśca a włókna biegną skośnie do jednej lub obu krawędzi

## Elementy pomocnicze mięśni
1. Powięzie (fasciae) – błony zbudowane z tkanki łącznej włóknistej, których zadaniem jest zewnętrzna osłona poszczególnych mięśni, grup mięśniowych i całej warstwy. Występują one przeważnie w kończynach, a ich odnogi przyczepiając się do kości oddzielają od siebie poszczególne grupy mięśniowe tworząc tzw. przegrody międzymięśniowe.
2. Kaletki maziowe (bursae synoviales) – występują między odcinkami narządu ruchu czyli między kością a ścięgnem lub mięśniem, między torebką stawową a ścięgnem, między kością a skórą; ułatwiają ślizganie się narządów względem siebie.
3. Pochewki ścięgien (vaginae tendinum) – obejmują ścięgna mięśni i podobnie jak kaletki maziowe ułatwiają ślizganie się narządów względem siebie. Zbudowane z cewki i dwóch blaszek: pokrywającej bezpośrednio ścięgno mięśnia i wyścielającej wewnętrzną powierzchnię pochewki włóknistej. Blaszki te przechodzą w siebie tworząc krezkę ścięgna.
4. Bloczki mięśni (trochleae musculares) – stanowią podporę, wokół których owijające się ścięgna mięśni zmieniają kierunek swego przebiegu i działania.
5. Trzeszczki (ossa sesamoidea) – działają podobnie do bloczków mięśni, lecz w przeciwieństwie do nich są ruchome oraz są włączone w ścięgna mięśni w pobliżu ich przyczepów. Trzeszczki zmieniają kierunek ścięgna.
6. Troczki (retinacula) – są silnymi, krótkimi wiązkami ścięgnistymi utrzymującymi ścięgna mięśni blisko kości. Razem z kością mogą tworzyć kanały dla przebiegu ścięgien, umożliwiając z jednej strony zmianę ich położenia, z drugiej, zmieniają kierunek przebiegu ścięgien. Troczki działają zatem jako szczególny rodzaj bloczków mięśniowych.

## Mięśnie człowieka
Przeczytaj ostrzeżenie dotyczące informacji medycznych i pokrewnych zamieszczonych w Wikipedii.